# Oxfordshire Senior Football League
Oxfordshire Senior Football League là một giải bóng đá nằm ở Oxfordshire, Anh. Giải được chia làm 3 hạng đấu: Premier Division và Division One chiếm ưu thế khi bao gồm đội chính, trong khi Division Two chỉ toàn là các đội dự bị. Premier Division nằm ở Cấp độ 7 của National League System hoặc cấp độ 11 của Hệ thống các giải bóng đá ở Anh. Câu lạc bộ vô địch có quyền chọn thăng bằng Hellenic League Division One East or Division One West.
Mùa giải 2014–15, Oakley United vô địch Premier Division. Mùa giải 2015-16 có 12 câu lạc bộ muốn tham gia ở Premier Division, 10 ở Division One and 10 ở Division Two.

## 2015–16 members

### Premier Division
- Adderbury Park
- Chalgrove Cavaliers
- Eynsham Association
- Freeland
- Garsington
- Horspath
- Kidlington Old Boys
- Launton Sports
- Mansfield Road
- Marston Saints
- Middleton Cheney
- Oxford University Press

### Division One
- Blackbird Rovers
- Charlton United
- Cropedy
- Horspath Dự bị
- Marston Saints Dự bị
- Northway Boys
- Oakley United
- Oxford Irish
- Oxford University Press Dự bị
- Yarnton

### Division Two
- Adderbury Park Dự bị
- Chalgrove Cavaliers Dự bị
- Charlton United Dự bị
- Cropredy Dự bị
- Eynsham Association Dự bị
- Freeland Dự bị
- Garsington Dự bị
- Launton Sports Dự bị
- Mansfield Road Dự bị
- Yarnton Dự bị

## Recent champions
| Season  | Premier Division                  | Division One                    | Division Two                                    | Division Three       |
| ------- | --------------------------------- | ------------------------------- | ----------------------------------------------- | -------------------- |
| 2003–04 | Eynsham Association               | Rover Cowley                    |                                                 |                      |
| 2004–05 | Berinsfield Community Association | Bicester Civil Service Bardwell |                                                 |                      |
| 2005–06 | Oxford University Press           | Kennington United               |                                                 |                      |
| 2006–07 | Garsington                        | Stonesfield Sports              |                                                 |                      |
| 2007–08 | Rover Cowley                      | Garsington Dự bị                | Worcester College Old Boys & Bletchingdon Dự bị |                      |
| 2008–09 | Garsington                        | Garsington Dự bị                | Slade Farm United                               | Freeland Dự bị       |
| 2009–10 | Adderbury Park                    | AFC Hinksey                     | Bletchingdon Dự bị                              | Oakley Dự bị         |
| 2010–11 | AFC Hinksey                       | Slade Farm United               | Bletchingdon Dự bị                              |                      |
| 2011–12 | Oxford University Press           | Riverside                       | Garsington Dự bị                                | AFC Hinksey Dự bị    |
| 2012–13 | Riverside                         | Oakley United                   | Bletchingdon Dự bị                              | Mansfield Road Dự bị |
| 2013–14 | Oakley United                     | Kidlington Dự bị                | Middleton Cheney Dự bị                          | Oakley United Dự bị  |
| 2014–15 | Oakley United                     | Garsington                      | Oxford University Press Dự bị                   |                      |

## Các câu lạc bộ mùa giải 2015–16 members

### Premier Division
- Adderbury Park
- Chalgrove Cavaliers
- Eynsham Association
- Freeland
- Garsington
- Horspath
- Kidlington Old Boys
- Launton Sports
- Mansfield Road
- Marston Saints
- Middleton Cheney
- Oxford University Press

### Division One
- Blackbird Rovers
- Charlton United
- Cropedy
- Horspath Dự bị
- Marston Saints Dự bị
- Northway Boys
- Oakley United
- Oxford Irish
- Oxford University Press Dự bị
- Yarnton

### Division Two
- Adderbury Park Dự bị
- Chalgrove Cavaliers Dự bị
- Charlton United Dự bị
- Cropredy Dự bị
- Eynsham Association Dự bị
- Freeland Dự bị
- Garsington Dự bị
- Launton Sports Dự bị
- Mansfield Road Dự bị
- Yarnton Dự bị

## Đội vô địch
| Mùa giải | Premier Division                  | Division One                    | Division Two                                    | Division Three       |
| -------- | --------------------------------- | ------------------------------- | ----------------------------------------------- | -------------------- |
| 2003–04  | Eynsham Association               | Rover Cowley                    |                                                 |                      |
| 2004–05  | Berinsfield Community Association | Bicester Civil Service Bardwell |                                                 |                      |
| 2005–06  | Oxford University Press           | Kennington United               |                                                 |                      |
| 2006–07  | Garsington                        | Stonesfield Sports              |                                                 |                      |
| 2007–08  | Rover Cowley                      | Garsington Dự bị                | Worcester College Old Boys & Bletchingdon Dự bị |                      |
| 2008–09  | Garsington                        | Garsington Dự bị                | Slade Farm United                               | Freeland Dự bị       |
| 2009–10  | Adderbury Park                    | AFC Hinksey                     | Bletchingdon Dự bị                              | Oakley Dự bị         |
| 2010–11  | AFC Hinksey                       | Slade Farm United               | Bletchingdon Dự bị                              |                      |
| 2011–12  | Oxford University Press           | Riverside                       | Garsington Dự bị                                | AFC Hinksey Dự bị    |
| 2012–13  | Riverside                         | Oakley United                   | Bletchingdon Dự bị                              | Mansfield Road Dự bị |
| 2013–14  | Oakley United                     | Kidlington Dự bị                | Middleton Cheney Dự bị                          | Oakley United Dự bị  |
| 2014–15  | Oakley United                     | Garsington                      | Oxford University Press Dự bị                   |                      |